# Aaron Klug
Sir Aaron Klug OM HonFRMS PRS (født 11. august 1926, død 20. november 2018) var en litauiskfødt, sydafrikansk uddannet britisk kemiker og biofysiker. Han modtog nobelprisen i kemi i 1982 for udviklingen af elektronkrystalografisk mikroskopi og sin belysning af strukturen af biologisk vigtige nukleinsyre-proteinkomplekser.